# Comtés de l'État de Washington
L'État américain de Washington est divisé en 39 comtés (counties).
22 comtés portent un nom unique, tandis que chacun des 17 autres a un ou plusieurs homonymes dans les autres États de l'Union.

## Carte des comtés
L’État américain de Washington compte 39 comtés. Le gouvernement provisoire de l’Oregon a établi les comtés de Vancouver et de Lewis en 1845 s’étendant du fleuve Columbia vers le nord jusqu’à 54° 40′ de latitude nord. Après que la région a été organisée dans le Territoire de l'Oregon avec la frontière nord actuelle de 49° nord, le comté de Vancouver a été rebaptisé en comté de Clarke, et six autres comtés ont été créés à partir du comté de Lewis avant même l’organisation du Territoire de Washington en 1853 ; 28 ont été formés pendant cette période territoriale de Washington, dont deux n’ont existé que brièvement. Les cinq derniers ont été établis dans les 22 ans qui ont suivi l’admission de Washington dans l’Union en tant que 42e État en 1889.
L’article XI de la Constitution de l’État de Washington traite de l’organisation des comtés. Les nouveaux comtés doivent avoir une population d’au moins 2 000 habitants et aucun comté ne peut être réduit à une population inférieure à 4 000 habitants en raison d'un partage de territoire au fin de créer un nouveau comté. Pour modifier la superficie d’un comté, la constitution de l’État exige une pétition de la « majorité des électeurs » de cette région. Un certain nombre de propositions de partage de comté dans les années 1990 ont interprété cela comme une majorité de votants, jusqu’à ce qu’une décision de 1998 de la Cour suprême de Washington clarifie qu’il était nécessaire d'avoir une majorité des électeurs inscrits. Aucun changement n’a été apporté aux comtés depuis la formation du comté de Pend Oreille en 1911, sauf lorsque la petite zone de Cliffdell a été déplacée de Kittitas au comté de Yakima en 1970. 
Le comté de King, qui abrite la plus grande ville de l’État, Seattle, détient 30% de la population de Washington (2 252 782 habitants sur 7 614 293 en 2019), et a la densité de population la plus élevée, avec plus de 1 000 personnes par mile carré (400 / km2). Le comté de Garfield est à la fois le moins peuplé (2 225) et le moins densément peuplé (3,1/mi carré [1,2/km2]). Deux comtés, San Juan et Island, sont composés uniquement d’îles. Le comté moyen est de 1 830 milles carrés (4 700 km2), avec 195 254 habitants.
Dix-sept comtés ont des noms dérivés d'Amérindiens, dont neuf noms de tribus. Dix-sept autres ont été nommés d’après des personnalités politiques, dont seulement cinq avaient vécu dans la région. Les cinq derniers sont nommés d’après des lieux géographiques.

## Liste des comtés
| n° | nom du comté | surface (km²) | population | pop./km² | siège         |
| -- | ------------ | ------------- | ---------- | -------- | ------------- |
| 1  | Adams        | 4 986         | 16 428     | 3,29     | Ritzville     |
| 2  | Asotin       | 1 646         | 20 551     | 12,49    | Asotin        |
| 3  | Benton       | 4 411         | 142 475    | 32,3     | Prosser       |
| 4  | Chelan       | 7 566         | 66 616     | 8,8      | Wenatchee     |
| 5  | Clallam      | 4 505         | 64 525     | 14,32    | Port Angeles  |
| 6  | Clark        | 1 627         | 345 238    | 212,19   | Vancouver     |
| 7  | Columbia     | 2 250         | 4 064      | 1,81     | Dayton        |
| 8  | Cowlitz      | 2 949         | 92 948     | 31,52    | Kelso         |
| 9  | Douglas      | 4 715         | 32 603     | 6,91     | Waterville    |
| 10 | Ferry        | 5 708         | 7 260      | 1,27     | Republic      |
| 11 | Franklin     | 3 218         | 49 347     | 15,33    | Pasco         |
| 12 | Garfield     | 1 840         | 2 397      | 1,3      | Pomeroy       |
| 13 | Grant        | 6 944         | 74 698     | 10,76    | Ephrata       |
| 14 | Grays Harbor | 4 965         | 67 194     | 13,53    | Montesano     |
| 15 | Island       | 540           | 71 558     | 132,51   | Coupeville    |
| 16 | Jefferson    | 4 699         | 25 953     | 5,52     | Port Townsend |
| 17 | King         | 5 506         | 1 737 034  | 315,48   | Seattle       |
| 18 | Kitsap       | 1 026         | 231 969    | 226,09   | Port Orchard  |
| 19 | Kittitas     | 5 950         | 33 362     | 5,61     | Ellensburg    |
| 20 | Klickitat    | 4 849         | 19 161     | 3,95     | Goldendale    |
| 21 | Lewis        | 6 236         | 68 600     | 11       | Chehalis      |
| 22 | Lincoln      | 5 986         | 10 184     | 1,7      | Davenport     |
| 23 | Mason        | 2 489         | 49 405     | 19,85    | Shelton       |
| 24 | Okanogan     | 13 644        | 39 564     | 2,9      | Okanogan      |
| 25 | Pacific      | 2 416         | 20 984     | 8,69     | South Bend    |
| 26 | Pend Oreille | 3 627         | 11 732     | 3,23     | Newport       |
| 27 | Pierce       | 4 348         | 700 820    | 161,18   | Tacoma        |
| 28 | San Juan     | 453           | 14 077     | 31,08    | Friday Harbor |
| 29 | Skagit       | 4 494         | 102 979    | 22,91    | Mount Vernon  |
| 30 | Skamania     | 4 290         | 9 872      | 2,3      | Stevenson     |
| 31 | Snohomish    | 5 411         | 606 024    | 112      | Everett       |
| 32 | Spokane      | 4 568         | 446 714    | 97,79    | Spokane       |
| 33 | Stevens      | 6 419         | 40 066     | 6,24     | Colville      |
| 34 | Thurston     | 1 883         | 234 670    | 124,63   | Olympia       |
| 35 | Wahkiakum    | 684           | 3 824      | 5,59     | Cathlamet     |
| 36 | Walla Walla  | 3 291         | 55 180     | 16,77    | Walla Walla   |
| 37 | Whatcom      | 5 490         | 166 814    | 30,39    | Bellingham    |
| 38 | Whitman      | 5 593         | 40 740     | 7,28     | Colfax        |
| 39 | Yakima       | 11 127        | 222 581    | 20       | Yakima        |

Note : une partie du comté de Snohomish s'est constituée, de manière sécessionniste, en « comté de Freedom », élisant des structures politiques et administratives. L'existence de ce « comté » n'est jusqu'ici pas reconnue par le gouvernement fédéral des États-Unis, l'État de Washington ou les autorités du comté de Snohomish.

## Source
- (en) Cet article est partiellement ou en totalité issu de l’article de Wikipédia en anglais intitulé « List of counties in Washington » (voir la liste des auteurs).